# سوزان لونش
سوزان لونش (بالإنجليزية: Suzanne Lynch)‏ هي مغنية نيوزيلندية، ولدت في 1951.

## وصلات خارجية
- سوزان لونش على موقع ميوزك برينز (الإنجليزية)
- سوزان لونش على موقع أول ميوزيك (الإنجليزية)
- سوزان لونش على موقع ديسكوغز (الإنجليزية)

- الموقع الرسمي